# Casa de Palatinado-Zweibrücken
A Casa do Palatinado-Zweibrücken, conhecida na Suécia como Pfalziska ätten (em português:  Casa do Palatinado) foi um ramo secundário da Casa de Wittelsbach da Baviera, e a casa real da Suécia de 1654 até 1720. Sucedeu à Casa de Vasa, em consequência da abdicação da rainha Cristina, em 1654. Foi sucedida pela Casa de Hesse, após a abdicação da rainha Ulrica Leonor a favor de seu marido Frederico I, em 1720 
O ancestral mais antigo conhecido da casa é Estêvão, Conde Palatino de Simmern-Zweibrücken e filho do rei Ruperto da Germânia. O primeiro monarca sueco de Palatinado-Zweibrücken foi o rei Carlos X Gustavo, que sucedeu à sua prima a rainha Cristina. Ela se extinguiu em 1741 com a morte da rainha Ulrica Leonor

## Reis da Suécia da Casa de Pfalz
- 1654–1660 - Carlos X (Karl X Gustav)
- 1660–1697 - Carlos XI (Karl XI)
- 1697–1718 - Carlos XII (Karl XII)
- 1718–1720 - Ulrica Leonor (Ulrika Eleonora)

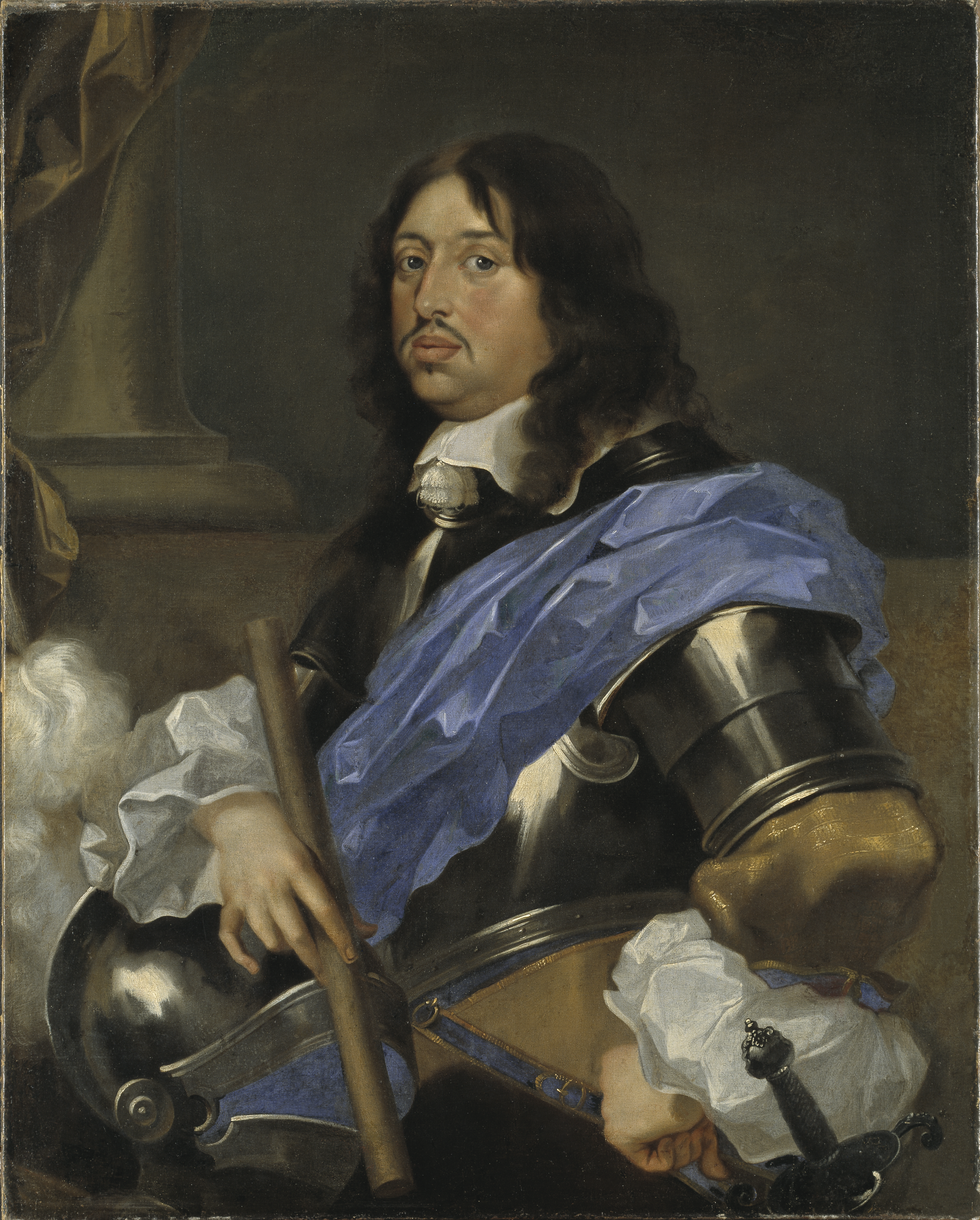
Carlos X Karl X Gustav
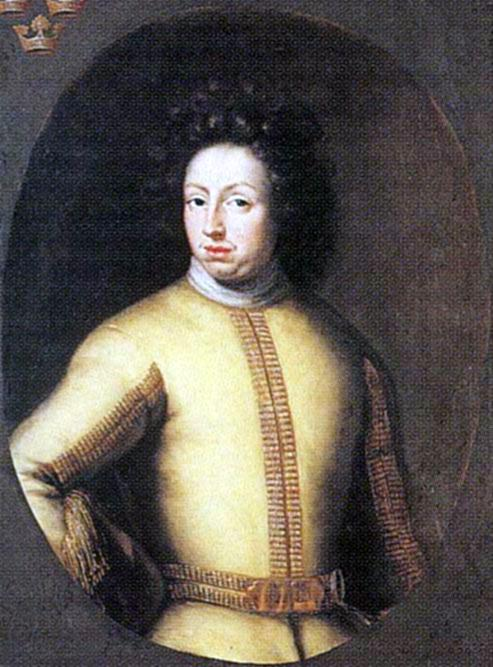
Carlos XI Karl XI
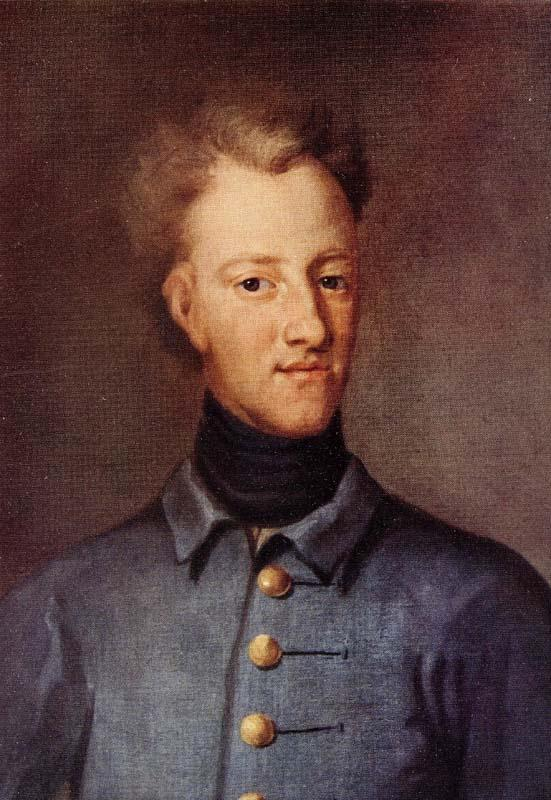
Carlos XII Karl XII
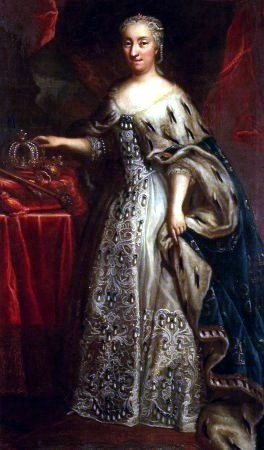
Ulrica Leonor Ulrika Eleonora